# Angus Sampson

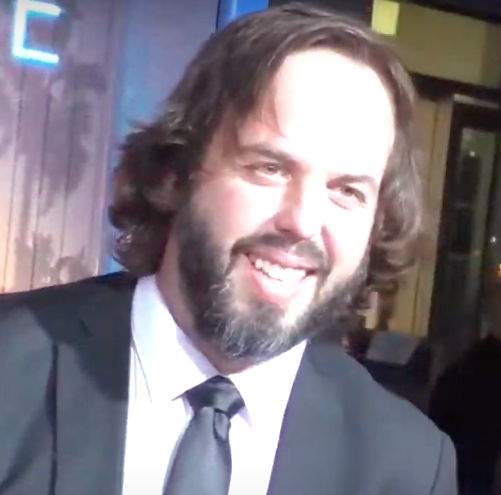
Angus Sampson, 2016

Angus Sampson (* 12. Februar 1979 in Sydney, New South Wales) ist ein australischer Schauspieler. Bekannt ist er durch seine Rollen in Mad Max: Fury Road (2015), Fargo (2015) und The Lincoln Lawyer (2022).

## Leben und Karriere
Angus Murray Lincoln Sampson wurde in Sydney geboren und wuchs in einer mittel-bürgerlichen Familie auf. Er hatte immer den Wunsch aufzutreten doch fehlte es ihm zunächst an Disziplin, weswegen ihn seine Eltern kurzzeitig auf das Internat The Armidale School schickten. Danach kehrte er auf seine High School Trinity Grammar School in Summer Hill, einem Vorort von Sydney, zurück. Dort trat er der Schauspielklasse bei und trat in Theaterstücken auf. Durch die Schauspielerei fand Sampson einen Weg seine Gefühle zu kontrollieren und beschloss sich auch in Zukunft diesem Beruf zu widmen. So begann er in den 90er Jahren nach seinem Schulabschluss vorzusprechen und erhielt erste Gastauftritte in Australien. 2002 schloss er an der renommierten AWARD School ein Studium als Texter ab.
Sein Fernsehdebüt gab Sampson 1996 beim australischen Sender ABC TV in der Jugend- und Musiksendung Recovery als Co-Moderator. 2001 gab er in der Fernsehserie Blue Heelers sein Schauspieldebüt. Es folgten weitere Rollen in Fernsehserien wie Stingers, Greeks on the Roof und Spirited. In der Kinderserie Time Trackers stellte er 2008 in einer Folge Leonardo da Vinci da. Seitdem hat Sampson sowohl in Australien wie auch in den USA eine Vielzahl von Film- und Fernsehrollen gespielt. In Australien tritt Sampson gelegentlich auch als Radiomoderator auf und ist eine bekannte Stimme und Sprecher von Texten und Werbung im Radio und Fernsehen.
2010 war er in dem Horrorfilm Insidious zu sehen. Er unterstützte dabei seinen Freund Leigh Whannell bei der Entwicklung des Drehbuchs. Seitdem war er auch in den Fortsetzungen der Filmreihe zu sehen; 2013 in Insidious: Chapter 2, 2015 im dritten Teil Insidious: Chapter 3 – Jede Geschichte hat einen Anfang und 2018 im vierten Teil Insidious: The Last Key. Im fünften Teil Insidious: The Red Door hat Sampson 2023 einen Cameo-Auftritt. 2014 spielte er mit Hugo Weaving und Leigh Whannell in dem Comedy-Drama The Mule – Nur die inneren Werte zählen. Er war an dem Film auch als Autor und Mitproduzent sowie als Regisseur beteiligt.
Breitere Bekanntheit erlangte er 2015 mit der Rolle des Bear Gerhardt in der zweiten Staffel von Fargo. 2019 spielte er in The Walking Dead in zwei Folgen die Rolle des Ozzy. Seit 2022 ist er an der Seite von Manuel Garcia-Rulfo und Becki Newton in der Netflix-Fernsehserie  The Lincoln Lawyer  zu sehen.

## Filmografie (Auswahl)
- 1996–2000: Recovery (Fernsehsendung)
- 1998: Dags
- 1999: Smile & Wave (Kurzfilm)
- 2001, 2002: Blue Heelers (Fernsehserie, 2 Folgen)
- 2002: Short Cuts (Fernsehserie, 1 Folge)
- 2003: Stingers (Fernsehserie, 1 Folge)
- 2003: The Referees (Kurzfilm)
- 2003: Der Fluch von Darkness Falls (Darkness Falls)
- 2003: Greeks on the Roof (Fernsehserie, 11 Folgen)
- 2003: Razor Eaters
- 2004, 2005: The Secret Life of Us (Fernsehserie, 2 Folgen)
- 2005: You and Your Stupid Mate
- 2006: Kokoda
- 2006: Footy Legends
- 2006–2009: Thank God You're Here (Fernsehserie, 11 Folgen)
- 2007: Feeling Lonely? (Kurzfilm)
- 2007: Rats and Cats
- 2007: Wilfred (Fernsehserie, 1 Folge)
- 2007: The King (Fernsehfilm)
- 2007: Chandon Pictures (Fernsehserie, 1 Folge)
- 2008: Underbelly (Fernsehserie, 3 Folgen)
- 2008: Time Trackers (Fernsehserie, 1 Folge)
- 2009: The Last Supper (Kurzfilm)
- 2009: The Wake (Kurzfilm)
- 2009: Celestial Avenue (Kurzfilm)
- 2009: Wo die wilden Kerle wohnen (Where the Wild Things Are)
- 2010: The Librarians (Fernsehserie, 4 Folgen)
- 2010–2011: Spirited (Fernsehserie, 15 Folgen)
- 2010: I Love You Too
- 2010: Pop (Kurzfilm)
- 2010: Summer Coda
- 2010: Insidious
- 2010: Die Legende der Wächter (Legend of the Guardians: The Owls of Ga'Hoole)
- 2011: It's him… Terry Lim! (Kurzdokumentation)
- 2011: There's a Hippopotamus on Our Roof Eating Cake (Kurzfilm)
- 2011: Post Apocalyptic (Kurzfilm)
- 2011: Tender (Kurzfilm)
- 2011: Teddy (Kurzfilm)
- 2011: Attack (Kurzfilm)
- 2012: 100 Bloody Acres
- 2012: Beaconsfield (Fernsehfilm)
- 2012: Howzat! Kerry Packer's War (Miniserie, 2 Folgen)
- 2013: Paper Giants: Magazine Wars (Miniserie, 2 Folgen)
- 2013: Blinder
- 2013: Insidious: Chapter 2
- 2014: The Mule – Nur die inneren Werte zählen (The Mule)
- 2014: Party Tricks (Fernsehserie, 6 Folgen)
- 2015: Fargo (Fernsehserie, 9 Folgen)
- 2015: Now Add Honey
- 2015: Mad Max: Fury Road
- 2015: Insidious: Chapter 3 – Jede Geschichte hat einen Anfang (Insidious: Chapter 3)
- 2016–2017: Shut Eye (Fernsehserie, 20 Folgen)
- 2018: Nightflyers (Fernsehserie, 10 Folgen)
- 2018: Insidious: The Last Key
- 2018: Benji
- 2018: Voltron: Legendärer Verteidiger (Fernsehserie, Stimme, 1 Folge)
- 2018: Drunk History (Fernsehserie, 1 Folge)
- 2018: Winchester – Das Haus der Verdammten (Winchester)
- 2019: The Walking Dead (Fernsehserie, 2 Folgen)
- 2019: No Activity (Fernsehserie, 6 Folgen)
- 2021: The Stand – Das letzte Gefecht (Fernsehserie, 1 Folge)
- 2021: Mortal Kombat
- 2021: Jurassic World: Neue Abenteuer (Jurassic World Camp Cretaceous, Fernsehserie, 3 Folgen)
- 2021–2022: Bump (Fernsehserie, 30 Folgen)
- 2022: Our Flag Means Death (Fernsehserie, 3 Folgen)
- seit 2022: The Lincoln Lawyer (Fernsehserie)
- 2022: Reservation Dogs (Fernsehserie, 1 Folge)
- 2023: Insidious: The Red Door
- 2023: Koala Man (Fernsehserie, 8 Folgen)
- 2023: Next Goal Wins
- 2024: Furiosa: A Mad Max Saga